# Sidney Lanfield
Sidney Lanfield (Chicago, 20 aprile 1898 – Marina del Rey, 12 settembre 1993) è stato un regista, musicista e cabarettista statunitense.

## Biografia
Nato nello stato dell'Illinois, divenne celebre come musicista jazz e cabarettista nel vaudeville. Sposò l'attrice Shirley Mason nel 1927, che gli fu compagna per tutta la vita.
Dal 1930 si dedicò alla regia cinematografica, fino al 1952. Fra i suoi film più notevoli vi è Il mastino dei Baskerville, del 1939, con Basil Rathbone nel ruolo di Sherlock Holmes. Dal 1954 fu il regista di numerosi telefilm, fra cui La famiglia Addams. Si ritirò nel 1967 è morì nel 1993 per un attacco cardiaco, a 95 anni. I resti vennero seppelliti al Westwood Village Memorial Park Cemetery, a Los Angeles.

## Riconoscimenti
- Celebrità della Hollywood Walk of Fame

## Filmografia parziale

### Regista

#### Cinema
- El barbero de Napoleón (1930)
- Cheer Up and Smile (1930)

- Three Girls Lost (1931)
- Hush Money (1931)
- Dance Team (1932)
- Society Girl (1932)
- Hat Check Girl (1932)
- Broadway Bad (1933)
- La moglie è un'altra cosa (Moulin Rouge) (1934)
- The Last Gentleman (1934)
- Hold 'Em Yale (1935)
- Accadde una volta (Red Salute) (1935)
- King of Burlesque (1936)
- Half Angel (1936)
- Radiofollie (Sing, Baby, Sing) (1936)
- Turbine bianco (One in a Million) (1936)
- Scandalo al grand hotel  (Thin Ice) (1937)
- Il fantasma cantante (Wake Up and Live) (1937)
- Una ragazza allarmante (Love and Hisses) (1937)
- Amore senza domani (Always Goodbye) (1938)
- Il mastino dei Baskerville (The Hound of the Baskervilles) (1939)
- Ho trovato una stella (Second Fiddle) (1939)
- Il canto del fiume (Swanee River) (1939)
- L'inarrivabile felicità (You'll Never Get Rich) (1941)
- Il segreto sulla carne (The Lady Has Plans) (1942)
- Lo scorpione d'oro (My Favorite Blonde) (1942)
- The Meanest Man in the World (1943)
- Vogliamo dimagrire (Let's Face It) (1943)
- Tutto esaurito (Standing Room Only) (1944)
- Bring on the Girls (1945)
- The Well-Groomed Bride (1946)
- The Trouble with Women (1947)
- La congiura di Barovia (Where There's Life) (1947)
- La città della paura (Station West) (1948)
- Come divenni padre (Sorrowful Jones) (1949)
- Il ratto delle zitelle (The Lemon Drop Kid) (1951)
- Follow the Sun (1951)
- Gonne al vento (Skirts Ahoy!) (1952)

### Aiuto regia
- Il pirata e la principessa (The Princess and the Pirate), regia di David Butler (1944)

### Sceneggiatore
- Giorni felici (Happy Days), regia di Benjamin Stoloff - soggetto (1929)